# Castellers de la Vila de Gràcia

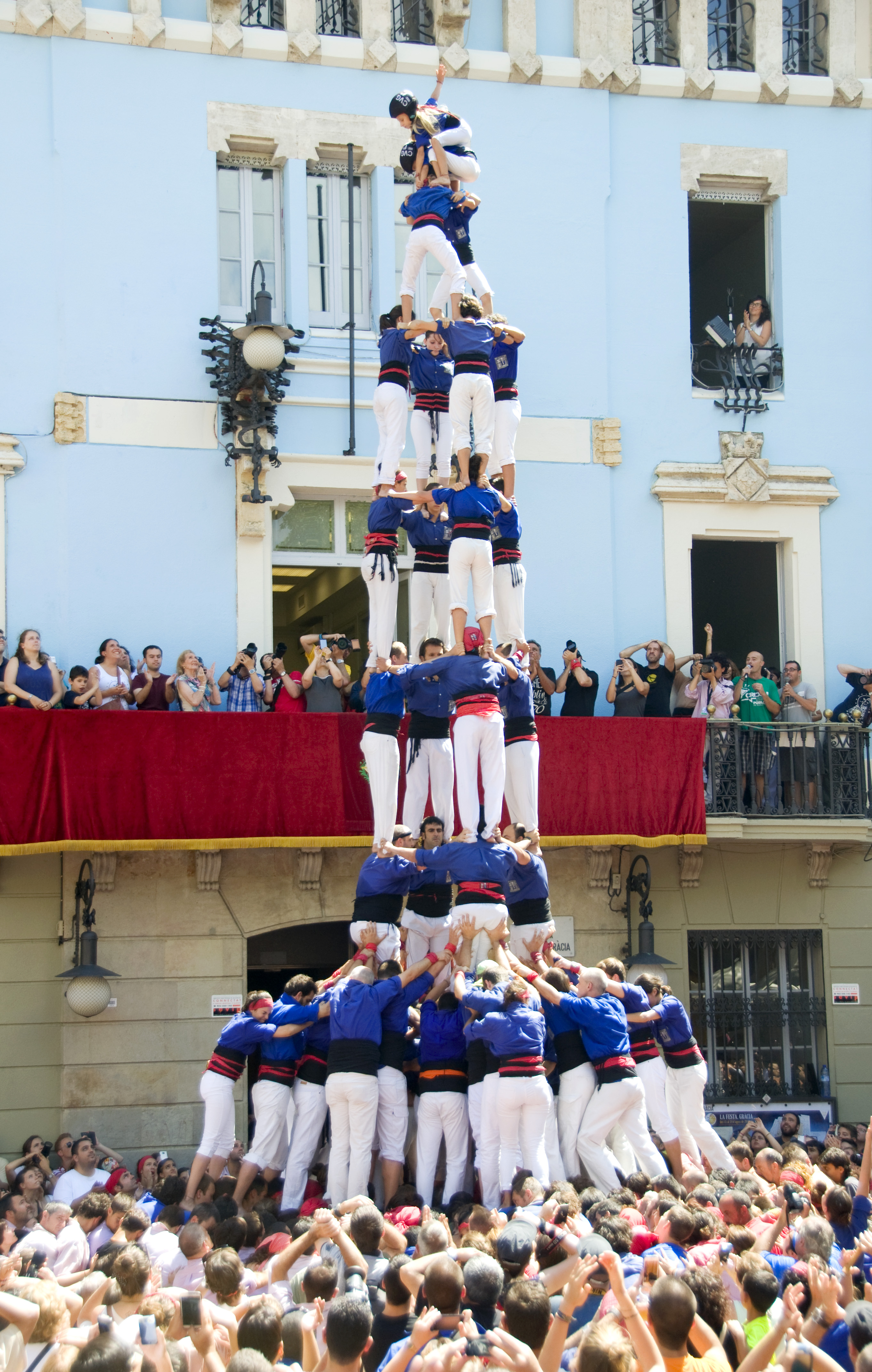
Primer 4 de 9 amb folre descarregat (2014)

Els Castellers de la Vila de Gràcia són una colla castellera de la Vila de Gràcia fundada l'any 1996. Feu la primera aparició pública el febrer del 1997 a la plaça de Sant Jaume de Barcelona, amb motiu de la jornada castellera de Santa Eulàlia. El 4 de maig d'aquell any se'n va fer la presentació oficial, i fou apadrinada pels Castellers de Terrassa, els Castellers de Sants i els Castellers de Sant Andreu de la Barca. La formació d'aquesta colla reprèn l'activitat castellera dels Xiquets de Gràcia, una colla documentada a final del segle xix que es va mantenir fins als anys trenta del segle xx. Va ser creada per veïns procedents de l'emigració que originà la plaga de la fil·loxera a les comarques on els castells eren més tradicionals.
Els Castellers de la Vila de Gràcia porten camisa de color blau marí i disposen d'un local propi d'assaig des del 2012, l'Espai Cultural Albert Musons. Conegut popularment com a Can Musons, la casa de la festa deu el nom a un activista cultural i polític molt conegut al barri. Durant la festa major de Gràcia celebren la seva diada castellera i han establert la tradició de fer un pilar caminat des del carrer dels Xiquets de Valls fins a la plaça de la Vila. L'any 1999 van rebre la Medalla d'Honor de Barcelona i als anys 2014 i 2015 el reconeixement de les colles de gamma extra amb el Premi Colla de la temporada, en la celebració de la Nit de Castells.
Fins a l'any 2014, els Castellers de la Vila de Gràcia han actuat en 10 ocasions en el Concurs de Castells de Tarragona (2002, 2004, 2006, 2008, 2010, 2012, 2014, 2016, 2018 i 2022).
La colla forma part del la Coordinadora de Colles de Cultura de Gràcia. Des de l'any 2001 s'encarrega de guarnir la plaça de la Vila durant la festa major de Gràcia, a mitjan mes d'agost. A més, ofereix la possibilitat d'assistir a assaigs guiats per entendre millor la cultura castellera.
La millor actuació de la colla és 3 de 9 amb folre, 4 de 9 amb folre, 3 de 8 amb agulla i el pilar de 7 amb folre, aixecats a la Diada Castellera de la Mercè el 24 setembre de 2014.
Des del 2012, disposen d'un local propi, dissenyat per a la pràctica dels castells, a l'Espai Cultural Albert Musons, conegut també com a Can Musons (c. de n'Alzina, 7). Des de la fundació de la colla i fins al 2012, es va assajar en diferents espais del barri. Es va començar al Centre Artesà Tradicionàrius, després a l'escola Jujol i, durant molts anys, s'assajà a l'escola Reina Violant.
L'activitat extracastellera més important que duen a terme els Castellers de la Vila de Gràcia és l'organització, des de l'any 2001, del guarniment de la Plaça de la Vila de Gràcia en el marc de la Festa Major de Gràcia.

## Història
Les primeres referències històriques que documenten l'activitat de fer castells a la Vila de Gràcia daten des de finals del segle xix i tenen continuïtat fins a principis dels anys trenta del segle xx. Cap al 1890 es va constituir una colla formada per gent procedent del camp de Tarragona que migraren amb motiu de la crisi de la fil·loxera, els Xiquets de Gràcia. Possiblement, aquests nous graciencs van trobar, en l'ambient popular de la llavors encara Vila de Gràcia, l'atmosfera propícia per desenvolupar-hi l'activitat castellera en forma de colla local. Es té constància que aquesta colla va actuar com a mínim des de la dècada dels 80 del segle xix, entre el 1900 i el 1910 i en la segona dècada del segle xx. La majoria d'actuacions les van realitzar durant la Festa Major de Gràcia.
Tanmateix la història dels actuals Castellers de la Vila de Gràcia va començar a principis dels anys 90 del segle xx, quan un grup de joves de l'Agrupament Escolta de Sant Joan de Gràcia, aficionats als castells, comencen a parlar de la possibilitat de crear una colla castellera. Aquesta idea va començar a prendre cos quan van decidir-se a fer la primera reunió l'octubre de 1996 i començar a fer córrer també les primeres veus. D'aquesta manera es va convocar el primer assaig pel 23 de novembre d'aquell mateix any a la Plaça del Sol, el qual ja va reunir una trentena de persones.
La primera aparició pública de la nova colla gracienca va ser el febrer del 1997 amb motiu de la diada castellera de Santa Eulàlia a la plaça de Sant Jaume de Barcelona, on hi van aixecar dos pilars de 4. La primera actuació a la Plaça de la Vila, considerada com la plaça pròpia de la colla, va ser el 4 de març de 1997; aquesta actuació va convocar una seixantena de castellers i es van realitzar diversos pilars i castells de cinc nets.
La presentació oficial al món casteller va ser el 4 de maig de 1997. Apadrinats pels Castellers de Terrassa, els Castellers de Sants i els Castellers de Sant Andreu de la Barca ja van descarregar els primers castells de 6. Aquesta primera temporada va ser una època d'alts i baixos importants, tot i que el treball realitzat tot l'any va donar finalment els seus fruits amb la consecució d'un castell de set pisos, el 4 de 7, amb motiu de la seva Diada el 23 de novembre.
Des de l'any 1998 emeten a Ràdio Gràcia el programa 'Terços amunt!', de contingut casteller, pel qual van ser guardonats amb el premi Vila de Gràcia 2010. També editen setmanalment el butlletí intern 'Si no aguantes… no t'hi fiquis', amb informació de les activitats.
El primer 4 de 8 descarregat pels graciencs va ser el 17 d'agost de 2003 a la Plaça de la Vila, amb motiu de la diada Castellera de Festa Major de Gràcia. La millor actuació de la seva història és: 3 de 9 amb folre, 4 de 9 amb folre, 3 de 8 amb l'agulla i pilar de 7 amb folre, aconseguida durant la diada de la Mercè el 24 de setembre del 2014.
A partir d'aquell 2003, la colla de Gràcia no va deixar de fer cap any el Carro gros, però sense acabar mai d'agafar-li la confiança. No serà fins al 2010 que els Castellers de la Vila de Gràcia no faran un nou pas endavant, quan per la Mercè d'aquell any van carregar el primer 3 de 8 de la seva història, castell que descarregarien un mes i mig després a Granollers.
Les dues temporades següents van significar pels Castellers de la Vila de Gràcia un salt important en la seva consolidació com a colla de vuit. El 2013 la Colla va fer un gran salt, ja que va descarregar per fi el 2 de 8 amb folre i els castells de la gamma alta de vuit més importants: el 5 de 8 (Reus), el 4 de 8 amb l'agulla (Vilafranca), i el pilar de 6, durant la Mercè.
L'octubre del 2013 van poder carregar el 3 de 9 amb folre per la Diada del Roser a Vilafranca del Penedès, castell que descarregarien a Granollers quinze dies després. Aquell any reberen el reconeixement de Colla de la Temporada en la celebració de la Nit de Castells del 2013.
L'any 1999 es va concedir als Castellers de la Vila de Gràcia la Medalla d'Honor de Barcelona. També són membres de les Colles de Cultura Popular de Gràcia.

## Castells
La taula de continuació mostra la data, la diada i la plaça en què s'han descarregat, i en què s'han carregat en cas d'haver succeït amb anterioritat, per primera vegada cadascuna de les construccions que la colla ha assolit a plaça, ordenats cronològicament.
| Construcció                    | Data                   | Diada                                            | Plaça                                      |
| ------------------------------ | ---------------------- | ------------------------------------------------ | ------------------------------------------ |
| 3 de 8 i 4 de 8 simultanis     | 19 d'agost de 2015     | Diada Completes de la Festa Major de Gràcia      | Plaça de la Vila de Gràcia, Vila de Gràcia |
| 3 de 8 amb l'agulla            | 24 de setembre de 2014 | Diada de la Mercè                                | Plaça de Sant Jaume, Barcelona             |
| 9 de 7                         | 20 d'agost de 2014     | Diada de Completes de la Festa Major de Gràcia   | Plaça de la Vila de Gràcia, Vila de Gràcia |
| 4 de 9 amb folre               | 17 d'agost de 2014     | Festa Major de Gràcia                            | Plaça de la Vila de Gràcia, Vila de Gràcia |
| Pilar de 7 amb folre           | 29 de juny de 2014     | Festa Major del Camp d'en Grassot                | Passeig de Sant Joan / C. de la Indústria  |
| 3 de 9 amb folre               | 10 de novembre de 2013 | XXII Diada dels Xics de Granollers               | Plaça de la Porxada, Granollers            |
| 3 de 9 amb folre (carregat)    | 27 d'octubre de 2013   | Diada del Roser                                  | Plaça de la Vila, Vilafranca del Penedès   |
| 4 de 8 amb l'agulla            | 27 d'octubre de 2013   | Diada del Roser                                  | Plaça de la Vila, Vilafranca del Penedès   |
| Pilar de 6                     | 24 de setembre de 2013 | Diada de la Mercè                                | Plaça de Sant Jaume, Barcelona             |
| 4 de 8 amb l'agulla (carregat) | 30 de juny de 2013     | Festa Major del Camp d'en Grassot                | Passeig de Sant Joan / C. de la Indústria  |
| 5 de 8                         | 22 de juny de 2013     | Diada de Sant Pere                               | Plaça del Mercadal, Reus                   |
| Pilar de 5 aixecat per sota    | 24 de novembre de 2002 | Diada dels Castellers de Badalona                | Badalona                                   |
| 4 de 8 (carregat)              | 6 d'octubre de 2002    | XIX Concurs de castells de Tarragona             | Plaça de braus, Tarragona                  |
| 2 de 7 (carregat)              | 24 de setembre de 2002 | Diada de la Mercè                                | Plaça de Sant Jaume, Barcelona             |
| 3 de 7 aixecat per sota        | 19 d'agost de 2001     | Festa Major de Gràcia                            | Plaça de la Vila de Gràcia, Barcelona      |
| Pilar de 5 (carregat)          | 16 d'agost de 1998     | Festa Major de Gràcia                            | Plaça de la Vila de Gràcia, Barcelona      |
| 2 de 6 (carregat)              | 9 de novembre de 1997  | Diada dels Castellers de Sant Andreu de la Barca | Sant Andreu de la Barca                    |
| 4 de 6 amb l'agulla            | 4 de maig de 1997      | Presentació oficial                              | Plaça de la Vila de Gràcia                 |
| 3 de 6                         | 4 de maig de 1997      | Presentació oficial                              | Plaça de la Vila de Gràcia                 |
| 4 de 6                         | 4 de maig de 1997      | Presentació oficial                              | Plaça de la Vila de Gràcia                 |

## Participació en el concurs de castells de Tarragona
| Resultat              |
| --------------------- |
| Descarregat (D)       |
| Carregat (C)          |
| Intent (I)            |
| Intent desmuntat (ID) |

Els Castellers de la Vila de Gràcia han participat a onze edicions del Concurs de castells de Tarragona. Des de la seva primera participació, el 2002, hi han actuat sempre de manera ininterrompuda. Van quedar 13ns el 2002, 14ns el 2004, 16ns el 2006, 15ns el 2008, 11ns el 2010, 15ns el 2012 i en un meritori cinquè lloc el 2014. En l'edició del 2016 van quedar 11ns. Així doncs, la participació més destacada, amb la cinquena posició, va ser la del 2014, gràcies a una actuació amb el 3 de 9 amb folre, el 4 de 9 amb folre i el 3 de 8 amb l'agulla. La següent taula mostra el resultat dels castells provats per la colla en les diverses ocasions en què han participat en el Concurs de castells de Tarragona i, en negreta, la puntuació i posició final. Els asteriscs denoten penalitzacions en la puntuació del castell.
| Núm. | Concurs | Data                | Castells  | Castells   | Castells   | Castells  | Castells | Punts    | Pos.  | Ref.          |
| Núm. | Concurs | Data                | 1a r.     | 2a r.      | 3a r.      | 4a r.     | 5a r.    | Punts    | Pos.  | Ref.          |
| ---- | ------- | ------------------- | --------- | ---------- | ---------- | --------- | -------- | -------- | ----- | ------------- |
| 1    | XIX     | 6 d'octubre de 2002 | 2de7      | 4de8 (c)   | 5de7*      | —         | —        | 6.587    | 13/18 | [ 39 ]        |
| 2    | XX      | 3 d'octubre de 2004 | 4de8 (i)  | 4de8 (c)*  | 5de7       | 4de7a     | —        | 5.740    | 14/18 | [ 40 ]        |
| 3    | XXI     | 1 d'octubre de 2006 | 2de7 (c)  | 4de8 (id)  | 4de8 (c)   | 4de7a (i) | —        | 466      | 16/18 | [ 41 ]        |
| 4    | XXII    | 5 d'octubre de 2008 | 5de7      | 4de8 (c)*  | 4de7a      | —         | —        | 578 (-4) | 15/18 | [ 42 ]        |
| 5    | XXIII   | 3 d'octubre de 2010 | 4de8*     | 2de7       | 5de7       | —         | —        | 722 (1)  | 11/14 | [ 43 ] [ 44 ] |
| 6    | XXIV    | 7 d'octubre de 2012 | 4de8      | 3de9f (id) | 3de9f (id) | 3de8      | 2de7     | 1.272    | 15/32 | [ 45 ]        |
| 7    | XXV     | 5 d'octubre de 2014 | 3de9f     | 4de9f*     | 3de8a      | —         | —        | 2.970    | 5/41  | [ 46 ]        |
| 8    | XXVI    | 2 d'octubre de 2016 | 4de9f     | 3de9f (i)  | 3d8        | 2d8f      | —        | 2.230    | 11/45 | [ 47 ]        |
| 9    | XXVII   | 7 d'octubre de 2018 | 2de8f     | 3de9f (i)  | 4d8        | 3de8      | —        | 2.255    | 14/42 | [ 48 ]        |
| 10   | XXVIII  | 1 d'octubre de 2022 | 3de8      | 2de8f      | 4d8        | —         | —        | 2.255    | 8/41  | [ 11 ]        |
| 11   | XXIX    | 5 d'octubre de 2024 | 2de8f (c) | 4d8        | 3de8       | —         | —        | 2.135    | 15/42 | [ 49 ]        |

### Estadística
Per concurs
La següent taula mostra els castells intentats a cada concurs amb relació a la dificultat que tenen, ordenats de major a menor dificultat. En negreta, hi figuren els tres castells que van sumar en la puntuació final.
| Concurs | 3de9f  | 4de9f | 3de8a | 2de8f | 3de8 | 4de8  | 2de7 | 5de7 | 4de7a |
| ------- | ------ | ----- | ----- | ----- | ---- | ----- | ---- | ---- | ----- |
| 2002    |        |       |       |       |      | c     | d    | d    |       |
| 2004    |        |       |       |       |      | i, c  |      | d    | d     |
| 2006    |        |       |       |       |      | id, c | c    |      | i     |
| 2008    |        |       |       |       |      | c     |      | d    | d     |
| 2010    |        |       |       |       |      | d     | d    | d    |       |
| 2012    | id, id |       |       |       | d    | d     | d    |      |       |
| 2014    | d      | d     | d     |       |      |       |      |      |       |
| 2016    | i      | d     |       | d     | d    |       |      |      |       |
| 2018    | i      |       |       | d     | d    | d     |      |      |       |
| 2022    |        |       |       | d     | d    | d     |      |      |       |
| 2024    |        |       |       | c     | d    | d     |      |      |       |